# Арно Калімуендо
Арно Калімуендо Муїнга (фр. Arnaud Kalimuendo; нар. 20 січня 2002, Сюрен) — французький футболіст, нападник клубу «Ренн».
Виступав, зокрема, за «Ланс».

## Клубна кар'єра
Народився 20 січня 2002 року в місті Сюрен. Вихованець юнацьких команд футбольних клубів «Сент-Клауд» та «Парі Сен-Жермен». У дорослому футболі дебютував 2018 року виступами за молодіжну команду «Парі Сен-Жермен», в турнірі Юнацької ліги УЄФА під керівництвом наставника відомого в минулому футболіста Тьяго Мотта. 8 липня 2019 року Арно підписав свій перший контракт терміном до 30 червня 2022 року. 10 вересня 2020 року Калімуендо дебютував у складі «Парі Сен-Жермен» в матчі проти «Лансу».
5 жовтня 2020 року Калімуендо підписав продовження контракту з «Парі Сен-Жермен» до червня 2024 року та відправився на річну оренду до «Лансу». 18 жовтня дебютував за «Ланс» в програній грі 0–4 проти «Лілля». Через чотири дні відзначився забитим м'ячем в перемозі 1–0 над «Діжоном». 5 грудня Арно відзначився втретє також в переможній грі цього разу 2–0 над «Ренном» і став першим гравцем «Лансу», який відзначився у трьох стартових матчах поспіль.
10 червня 2021 року «Ланс» офіційно оголосив, що Калімуендо повернеться до ПСЖ після закінчення його оренди. 1 серпня 2021 року Калімуендо дебютував у матчі Суперкубку Франції в якому парижани поступились «Ліллю» 1–0. 31 серпня Арно повернувся до «Лансу» на правах оренди. 1 жовтня нападник зробив дубль у переможній грі 2–0 проти «Ренну». Цей дубль став першим в кар'єрі гравця. За підсумками оренди Арно відіграв за «Ланс» 65 матчів в яких забив 21 гол.
За підсумками сезону 2021–22 потрапив до десятки найкращим бомбардирів ліги.
11 серпня 2022 року Калімуендо приєднався до клубу «Ренн». 30 листопада 2024 року Арно відзначився хет-триком в переможному матчі 5–0 проти «Сент-Етьєна».

## Виступи за збірні
2019 року дебютував у складі юнацької збірної Франції (U-17), загалом на юнацькому рівні взяв участь у 12 іграх, відзначившись 9 забитими голами..
З 2020 року залучається до складу молодіжної збірної Франції. На молодіжному рівні зіграв у 32 офіційних матчах, забив 9 голів.

## Родина
Його батьки конголезького походження.

## Статистика виступів

### Статистика клубних виступів
| Сезон                     | Команда                   | Чемпіонат                 | Чемпіонат | Чемпіонат | Національний кубок | Національний кубок | Національний кубок | Континентальні кубки | Континентальні кубки | Континентальні кубки | Інші змагання | Інші змагання | Інші змагання | Усього | Усього | Усього |
| Сезон                     | Команда                   | Ліга                      | Ігор      | Голів     | Ліга               | Ігор               | Голів              | Ліга                 | Ігор                 | Голів                | Ліга          | Ігор          | Голів         | Ігор   | Голів  |        |
| ------------------------- | ------------------------- | ------------------------- | --------- | --------- | ------------------ | ------------------ | ------------------ | -------------------- | -------------------- | -------------------- | ------------- | ------------- | ------------- | ------ | ------ | ------ |
| серп. 2020                | «Парі Сен-Жермен»         | Л1                        | 1         | 0         | КФ                 | 0                  | 0                  |                      | -                    | -                    |               | -             | -             | 1      | 0      |        |
| 2020–21                   | «Ланс»                    | Л1                        | 28        | 7         | КФ                 | 2                  | 1                  |                      | -                    | -                    |               | -             | -             | 30     | 8      |        |
| серп. 2021                | «Парі Сен-Жермен»         | Л1                        | 2         | 0         | КФ                 | -                  | -                  | ЛЧ                   | -                    | -                    | СФ            | 1             | 0             | 3      | 0      |        |
| 2021–22                   | «Ланс»                    | Л1                        | 32        | 12        | КФ                 | 3                  | 1                  |                      | -                    | -                    |               | -             | -             | 35     | 13     |        |
| Усього за Ланс            | Усього за Ланс            | Усього за Ланс            | 60        | 19        |                    | 5                  | 2                  |                      | -                    | -                    |               | -             | -             | 65     | 21     |        |
| серп. 2022                | «Парі Сен-Жермен»         | Л1                        | 0         | 0         | КФ                 | -                  | -                  | ЛЧ                   | -                    | -                    | СФ            | 1             | 0             | 1      | 0      |        |
| Усього за Парі Сен-Жермен | Усього за Парі Сен-Жермен | Усього за Парі Сен-Жермен | 3         | 0         |                    | 0                  | 0                  |                      | -                    | -                    |               | 2             | 0             | 5      | 0      |        |
| 2022–23                   | «Ренн»                    | Л1                        | 0         | 0         | КФ                 | 0                  | 0                  | -                    | -                    | -                    | -             | -             | -             | -      | -      |        |
| Усього за кар'єру         | Усього за кар'єру         | Усього за кар'єру         | 63        | 19        | -                  | 3                  | 1                  |                      | 0                    | 0                    |               | 2             | 0             | 70     | 21     |        |

### Статистика виступів за збірну
| Дата       | Місто    | Господарі         | Результат | Гості              | Турнір                             | Голи | Примітки |
| ---------- | -------- | ----------------- | --------- | ------------------ | ---------------------------------- | ---- | -------- |
| 12-10-2020 | Гоянія   | Франція           | 1 – 0     | Словаччина         | Кваліфікація молодіжного Євро-2021 | -    | 61'      |
| 2-9-2021   | Ле-Ман   | Франція           | 3 – 0     | Північна Македонія | Кваліфікація молодіжного Євро-2023 | 1    | 68'      |
| 6-9-2021   | Торсгавн | Фарерські острови | 1 – 1     | Франція            | Кваліфікація молодіжного Євро-2023 | -    | 66'      |
| Усього     |          | Матчів            | 3         |                    | Голів                              | 0    |          |

## Титули і досягнення
«Парі Сен-Жермен»
- Чемпіон Франції: 2021–22[17]
- Володар Суперкубка Франції: 2022[18]
- Володар Кубка французької ліги: 2019–20

Олімпійська збірна Франції
- Срібні медалі Олімпійських ігр 2024[19]